# Jan Rossman

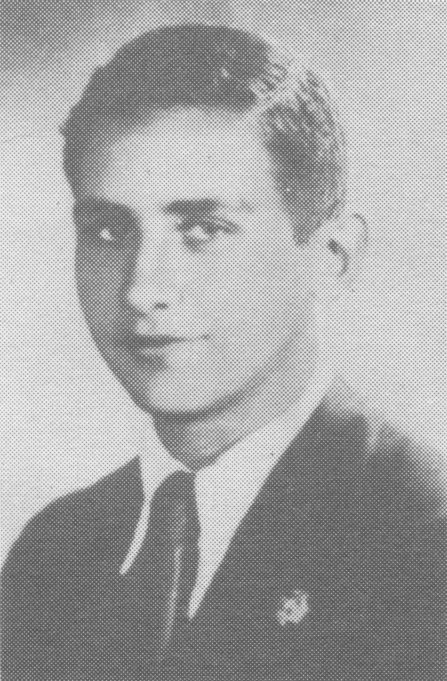
Jan Rossman ok. 1939 roku

Jan Rossman (ur. 6 grudnia 1916 w Warszawie, zm. 13 czerwca 2003 tamże) – porucznik AK (pseudonimy: „Wacek”, „Kuna”), harcmistrz, członek Głównej Kwatery Szarych Szeregów, jeden z komendantów Chorągwi Warszawskiej ZHP, dowódca siatki pomocy więźniom, twórca kursów podharcmistrzowskich Szarych Szeregów „Szkoła za lasem”, specjalista budownictwa lądowego.
W książce Aleksandra Kamińskiego pt. Kamienie na szaniec ukazany jako Pan Janek.

## Życiorys

### Młodość
Urodził się w Warszawie. Syn inżyniera Wacława Rossmana i nauczycielki Heleny Matyldy z domu Eberlein. Absolwent Państwowego Gimnazjum im. Adama Mickiewicza. Członek drużyny, a następnie drużynowy 3 Warszawskiej Drużyny Harcerzy im. Księcia Józefa Poniatowskiego. Mianowany podharcmistrzem, a następnie harcmistrzem w 1938 roku.
W 1935 r. rozpoczął naukę na Politechnice Warszawskiej, na Wydziale Inżynierii – oddział budownictwa lądowego i wodnego.

### II wojna światowa
Od początku w Pasiece (Głównej Kwaterze Szarych Szeregów). Od września 1941 do lutego 1942 roku komendant Okręgu „Północ” Chorągwi Warszawskiej, w skład którego wchodziły hufce: Bielany, Żoliborz, Marymont, Wola i Powązki.
Od 1942 kierownik Wydziału Kształcenia Starszyzny, potem wizytator Chorągwi Warszawskiej, miał decydujący wpływ na kształtowanie ideowe wojennego harcerstwa – Szarych Szeregów. Dom Rossmanów na Żoliborzu był centrum konspiracji oraz spotkań członków Szarych Szeregów. W ogrodzie przy willi w 1942 ukryto tablicę z pomnika Mikołaja Kopernika, zdjętą 11 lutego 1942 przez Macieja Dawidowskiego „Alka” (wiosną 1948 tablica została odkopana i przekazana przez Jana Rossmana do Muzeum Historycznego m.st. Warszawy).
Wniósł duży wkład w napisanie przez Aleksandra Kamińskiego Kamieni na szaniec. Gromadził dokumenty o historii Szarych Szeregów, którą dzięki niemu udało się wydać w Londynie w 1982. Twórca pisma podziemnego „Brzask”.
W powstaniu warszawskim oficer w batalionie „Zośka” na Woli i Starym Mieście.

### Po 1945 roku

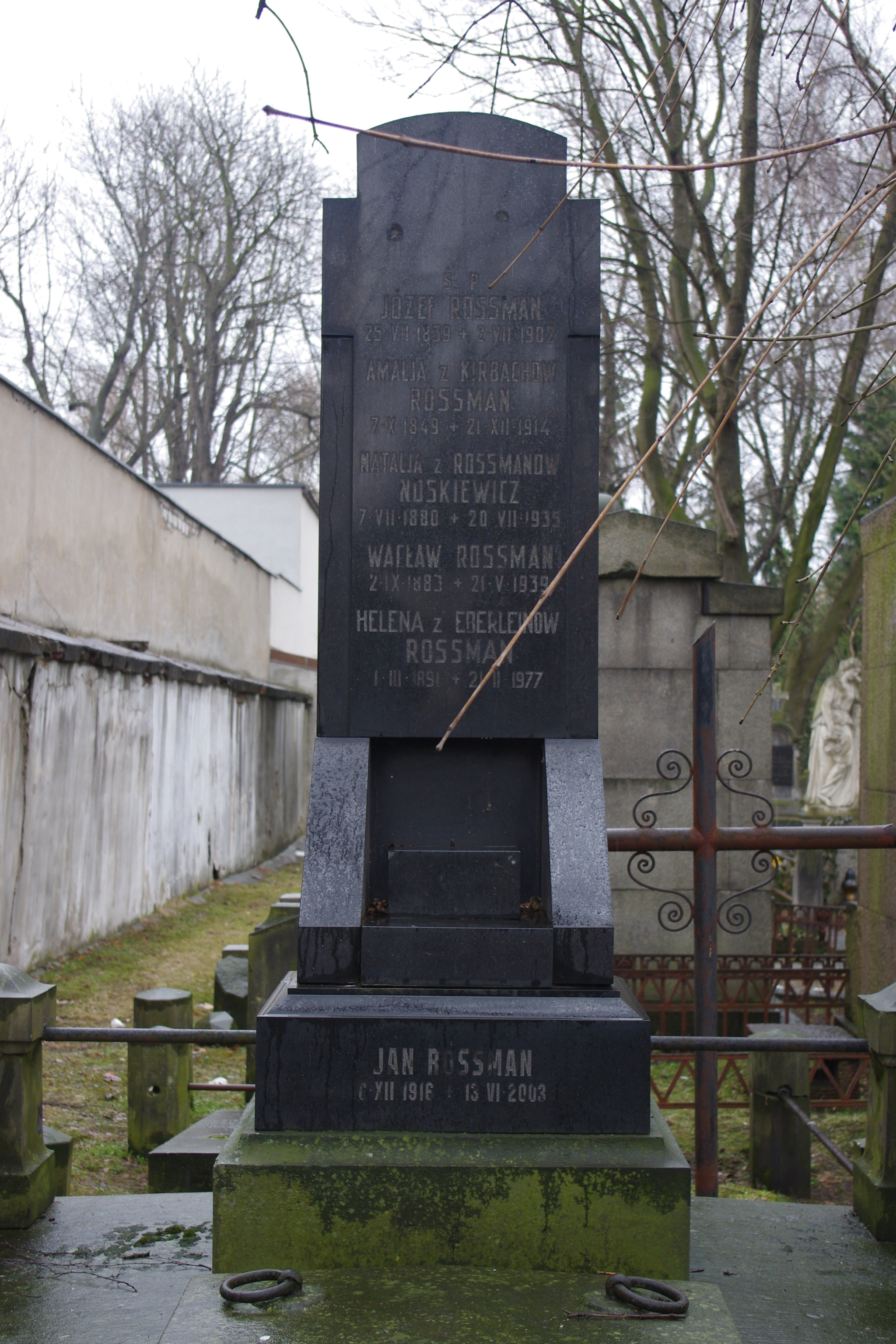
Grób Jana Rossmana na cmentarzu ewangelicko-reformowanym w Warszawie

W 1945 roku tak oceniał nowe pokolenie instruktorskie, które wychodziło w połowie wojny z jego kursów „Szkoła za lasem”: W pracy wojennej zdali wspaniale egzamin charakteru. Może tylko, pochłonięci techniką walki podziemnej, niedostatecznie widzą, że to, co robią, jest bardzo poważną pracą wychowawczą.
W marcu 1946 powrócił do kraju (z żoną – adiutantką Tadeusza Zawadzkiego, harcerką Danutą) i podjął przerwane studia na Politechnice Warszawskiej uzyskując w 1947 dyplom magistra inżyniera budownictwa, a następnie stopień doktora nauk technicznych.
Pracował przy budowie Trasy W-Z, a także jako wykładowca Politechniki Warszawskiej, Łódzkiej i Uniwersytetu Narodowego w Kinszasie (Demokratyczna Republika Kongo).
W październiku 1956 wraz z Aleksandrem Kamińskim i instruktorami z Szarych Szeregów uczestniczył w działaniach na rzecz odbudowy ZHP. Aktywnie uczestniczył też w przemianach harcerstwa w roku 1989. Inicjator listu tzw. „Bandy Czworga” i koncepcji, by Stefan Mirowski był Przewodniczącym ZHP, uhonorowanych przywróceniem tradycyjnego Prawa i Przyrzeczenia Harcerskiego oraz nowym Statutem przyjętym na XXVIII Walnym Zjeździe ZHP w grudniu 1990.
Aleksander Kamiński, dedykując mu „Kamienie na szaniec”, nazwał Rossmana człowiekiem, który decydujący wpływ wywierał na kształtowanie postawy ideowej harcerstwa w latach walki. 
Został pochowany na cmentarzu ewangelicko-reformowanym przy ul. Żytniej w Warszawie (kwatera B-3-8).